# 예스페르 크리스티안센
예스페르 크리스티안센(덴마크어: Jesper Christiansen, 1978년 4월 24일 ~ )은 덴마크 로스킬레 출신의 전 축구 선수이다.